# Hongxi
Hongxi, chiń. 洪熙, imię osobiste: Zhu Gaochi, chiń. 朱高熾, (ur. 16 sierpnia 1378, zm. 29 maja 1425) – czwarty cesarz Chin z dynastii Ming, panujący od 7 września 1424 roku aż do śmierci.
Zhu Gaochi był najstarszym synem Yongle. Jako młodzieniec w przeciwieństwie do swojego dziadka i ojca nie wykazywał zainteresowania sprawami armii, wyrósł na osobę grubą i chorowitą, ponadto ciągle mającą kłopoty ze swoimi nogami (być może był chory na podagrę). Z powyższych powodów Yongle zastanawiał się nad pozbawieniem go prawa następstwa tronu na rzecz jego brata, Zhu Gaoxu, jednak Zhu Gaochi wykazał się takimi zdolnościami w zakresie cywilnych aspektów rządów oraz poczuciem odpowiedzialności i bystrością sądu, że ojciec nigdy otwarcie nie zakwestionował jego praw. W 1395 roku Zhu Gaochi został oficjalnie ogłoszony dziedzicem księstwa Yan i podczas wojny pomiędzy Yongle a Jianwenem sprawnie administrował domeną ojca z jej ośrodka w Pekinie, podczas gdy Zhu Gaoxu wyróżniał się na polach bitew. Dopiero w 1404 roku Zhu Gaochi został wezwany do stolicy państwa Nankinu, gdzie został ogłoszony oficjalnym następcą tronu. Zdobył wielkie doświadczenie w sferze administracji oraz szacunek urzędników, rządząc krajem z Nankinu jako regent podczas wypraw ojca przeciwko Mongołom i jego pobytów w budującej się nowej stolicy – Pekinie. Był nieustannie niepokojony przez spiski zwolenników jego dwóch braci, ale konsekwentnie przekonywał cesarza, żeby ich nie karać, kiedy spiski te były odkrywane. 
7 września 1424 roku po śmierci ojca oficjalnie wstąpił na tron, przyjmując tytuł Hongxi (rozległa pomyślność). Nowy cesarz wypuścił z więzień wszystkie osoby oskarżone o obrazę jego ojca oraz przywrócił na stanowiska wielu urzędników, którzy popadli w niełaskę. Przywrócił także honorowy status zwolennikom pokonanego Jianwena i ich potomkom. Niemniej jego temperament sprawiał, że on sam także popadał w konflikty ze swoimi urzędnikami, chociaż najczęściej później prosił ich o wybaczenie swojego niesprawiedliwego zachowania. Kiedy jednak Li Shimian, wykładowca w Akademii Hanlin, napisał memoriał, w którym zauważył m.in., że w porze poranka cesarz nie powinien przebywać z konkubinami, został natychmiast wezwany i pobity oraz wtrącony do więzienia pałacowego gwardii cesarskiej. Opuścił je dopiero niespełna rok później, kiedy następny cesarz, Xuande, przywrócił go na jego urząd.
Hongxi starał się ulżyć doli zwykłych mieszkańców cesarstwa, przy czym nie wahał się w tym celu zmniejszyć niektórych ciążących na nich obowiązków, a w razie takich sytuacji jak głód natychmiast śpieszyć z bezpośrednią pomocą ze środków państwa. W celu oszczędności zaprzestał takich ekstrawaganckich przedsięwzięć państwowych jak zamorskie wyprawy Zheng He czy ekspedycje na Zachód w poszukiwaniu koni. Złagodził także wiele kar, w szczególności ograniczając przypadki stosowania kary śmierci i kastracji. Zakazał także karania osób spokrewnionych z przestępcami a niewinnych, z wyjątkiem jedynie zdrady stanu. Uważając, że system egzaminów faworyzuje ludzi z południa, zagwarantował ludziom z północy czterdzieści procent miejsc na wszystkich stopniach administracji. Uważał on przeniesienie stolicy przez swojego ojca do Pekinu za błąd i zamierzał z powrotem umieścić centrum państwa w Nankinie, czego jednak nie zdążył zrealizować. Mianując Zheng He dowódcą garnizonu w Nankinie, Hongxi był pierwszym cesarzem z dynastii Ming, który powierzył eunuchowi ważne regionalne dowództwo, czym naraził się na oskarżenia późniejszych historyków o stworzenie groźnego precedensu, przygotowującego grunt pod późniejszą wszechwładzę eunuchów w epoce Ming. Cesarz odwołał także z Annamu służącego tam od siedemnastu lat Huang Fu, co zdaniem niektórych utorowało drogę zwycięstwu rebelianta Lê Lợi.
Hongxi zmarł po krótkiej chorobie, 29 maja 1425 roku, rządził zatem przez dziewięć miesięcy. Miał dziesięciu synów i siedem córek, spośród których dziewięciu synów i cztery córki osiągnęły dorosłość. Najstarszy z synów, Zhu Zhanji, został jego następcą. Po śmierci cesarza, zgodnie ze zwyczajem wprowadzonym przez mongolską dynastię Yuan, dziesięć jego konkubin popełniło samobójstwo, żeby towarzyszyć swojemu panu w drodze do grobu. Hongxi otrzymał imię świątynne Renzong (仁宗) oraz imię pośmiertne Zhao (昭).